# Il texano dagli occhi di ghiaccio
Il texano dagli occhi di ghiaccio (The Outlaw Josey Wales) è un film del 1976 diretto e interpretato da Clint Eastwood.
Nel 1996 è stato scelto per la conservazione nel National Film Registry della Biblioteca del Congresso degli Stati Uniti.

## Trama
Josey Wales è un uomo dedito al pesante lavoro nei campi della sua piccola proprietà, che attornia la sua casa nel Missouri, insieme alla moglie e al figlio. Nonostante egli sia riuscito a rimanere fuori dalla guerra di secessione, ne rimane vittima: un gruppo di razziatori a cavallo, schierati con le truppe dell'esercito dell'Unione e al comando del capitano Terrill, arriva in zona per una scorreria in territorio nemico, stermina la sua famiglia e distrugge la sua casa; egli accorre ma viene tramortito e risparmiato solo perché creduto morto.
Senza più nulla di suo, Josey si unisce alle bande sudiste per combattere gli assassini della sua famiglia e inizia così un viaggio verso il Texas, cercando di evitare le forze dell'Unione che lo inseguono. Lungo la strada, accumula un gruppo di compagni disparati, tra cui un vecchio Cherokee di nome Lone Watie, una giovane donna indiana di nome Little Moonlight, e una famiglia di pionieri diretta verso ovest. Anche se inizialmente riluttante a farsi coinvolgere, Josey inizia a proteggere questi nuovi amici dalle molteplici minacce che incontrano lungo il cammino.
Durante il suo viaggio, Josey deve affrontare vari pericoli, tra cui cacciatori di taglie, banditi e soldati dell'Unione. Nel frattempo, sviluppa una relazione romantica con Laura Lee, una giovane donna che fa parte della famiglia dei pionieri.
Il climax del film si raggiunge quando Josey affronta il Capitano Terrill, l'uomo responsabile della morte della sua famiglia. In un duello finale, Josey uccide Terrill, ponendo fine alla sua sete di vendetta. Tuttavia, invece di continuare la sua vita da fuorilegge, Josey decide di cercare la pace, ritirandosi in una comunità remota dove è accolto come un eroe.
Il film si conclude con Josey che, ormai un uomo cambiato, cerca di lasciarsi il passato alle spalle, sperando in un futuro di pace e stabilità.

## Produzione
Il texano dagli occhi di ghiaccio è ispirato da un romanzo del 1972 dell'ex leader del Ku Klux Klan Forrest Carter, intitolato dapprima The Rebel Outlaw: Josey Wales e successivamente Gone to Texas. Al copione lavorarono Sonia Chernus e il produttore Bob Daley; Clint Eastwood pagò di tasca propria una quota per ottenere i diritti di riproduzione sullo schermo del romanzo. In seguito Michael Cimino e Philip Kaufman supervisionarono la stesura della sceneggiatura, aiutando la Chernus, eliminando gran parte del razzismo insito nel testo originale ma mantenendo l'attitudine generale a favore del Sud. La regia venne inizialmente affidata a Philip Kaufman. Kaufman voleva che il film fosse il più fedele possibile al romanzo. I personaggi di Wales, il capo Cherokee, della donna Navajo, e della vecchia colona e sua nipote provengono tutti dal romanzo. Tuttavia, Kaufman non era d'accordo con il risvolto politico del romanzo; disse che era stato scritto da "un vero fascista" e che "l'odio del governo da parte del protagonista era folle". Egli inoltre sentiva che il tono conservatore del racconto andasse smorzato un po', ma, disse a posteriori: «Clint non la pensava così, ed era il suo film». Successivamente, Kaufman venne licenziato da Eastwood, che prese egli stesso il controllo della direzione artistica del progetto.
Il direttore della fotografia Bruce Surtees, James Fargo, e Fritz Manes uscirono in cerca delle location adatte e alla fine scovarono alcune zone nello Utah, in Arizona, Wyoming, e Oroville (California) ancora prima di leggere la versione definitiva del copione. Kaufman scritturò Chief Dan George, che aveva ricevuto una nomination agli Oscar per Il piccolo grande uomo come attore non protagonista, per il ruolo del vecchio Cherokee. Sondra Locke fu invece scelta personalmente da Eastwood contro il parere di Kaufman per la parte di Laura Lee, la nipote di nonna Sarah. Questo fatto segnò l'inizio del rapporto di amicizia tra Eastwood e Locke che sarebbe durato per altri sei film e, nella vita privata, sarebbe sfociato in un rapporto sentimentale durato fino alla fine degli anni ottanta.
Le riprese cominciarono il 6 ottobre 1975 a Lake Powell. Durante le riprese si ebbe una lite tra Eastwood e Kaufman. Kaufman insisteva nel voler filmare con meticolosa attenzione ai dettagli, cosa che causò frizioni con Eastwood, che a sua volta pensava che Kaufman fosse geloso del rapporto che si era instaurato tra lui e la Locke. Poco tempo dopo, le riprese si spostarono a Kanab, Utah. Il 24 ottobre 1975, Kaufman fu licenziato dal produttore Bob Daley su esplicita richiesta di Eastwood. Il licenziamento causò molte proteste da parte della Directors Guild of America. Ci furono pressioni sulla Warner Bros. e su Eastwood affinché riassumessero il regista, ma il netto rifiuto causò loro una multa di circa 60.000 dollari per violazione dello statuto dei lavoratori. L'episodio in questione causò la creazione da parte della Director's Guild di una nuova legislazione, conosciuta come "The Eastwood Rule" ("La regola Eastwood"), che proibisce a un attore o produttore di licenziare un regista per poi prendere le redini della regia di un film a sua volta. Una volta liquidato Kaufman, della regia del film se ne incaricò Eastwood stesso, con Daley come aiuto regista.

## Riferimenti
Il personaggio di Lone Watie è ispirato a Stand Watie, capo Cherokee e unico nativo americano a raggiungere il grado di generale dell'esercito degli Stati Confederati durante la guerra di secessione.